# Amarok (mitologia)
Amarok – w językach eskimo-aleuckich znaczy wilk. W mitologii Inuitów Amarok przedstawiany jest jako gigantyczny wilk podróżujący bez towarzystwa watahy, atakujący każdego, kto tylko wyruszył samotnie na nocne polowanie.